# آب بيد (قيلاب)
آب بید (بالفارسية: آب‌بید) هي منطقة سكنية تقع في قسم قيلاب الريفي، بمقاطعة أنديمشك التابعة محافظة خوزستان، إيران. يقدر عدد سكانها بـ 64 نسمة حسب الإحصاء السكاني الذي تمّ في عام 2006.